# فلمینگتن، نیو ساوت ولز
فلمینگتن (به انگلیسی: Flemington) یک منطقهٔ مسکونی در استرالیا است که در نیو ساوت ولز واقع شده‌است.